# Liste von Steiganlagen im Elbsandsteingebirge
Die Liste von Steiganlagen im Elbsandsteingebirge umfasst Steiganlagen im Elbsandsteingebirge. Als Steiganlage oder Steig werden im Elbsandstein unterschiedliche Formen von Wegen eingeordnet, gemeinsam ist ihnen, dass sie künstliche Hilfen zur Überwindung der Höhenunterschiede aufweisen. Die Bandbreite geht dabei von breiten und bequem begehbaren Stufenreihen als Teil von Wanderwegen bis hin zu Ausbau als Klettersteig mit Eisenklammern und Tritthilfen sowie Sicherungsseilen. In der Mehrzahl wurden die Steiganlagen im 19. Jahrhundert mit dem Beginn der Romantik zur Erschließung des Gebirges für den aufkommenden Tourismus angelegt, einzelne entstanden jedoch auch schon in früheren Jahrhunderten, die ersten etwa ab dem 13. Jahrhundert zur Erschließung der damals errichteten Felsenburgen wie etwa der Burg auf dem Winterstein oder der Burg Arnstein. In späteren Jahrhunderten wurden Stufenreihen und Steige von der örtlichen Bevölkerung auch für Zwecke der Forstwirtschaft angelegt. Im Zuge der Erarbeitung der Wegekonzeptionen in den beiden Nationalparks Sächsische Schweiz und Böhmische Schweiz wurden seit Ende des 20. Jahrhunderts diverse Steiganlagen gesperrt. Sie werden seitdem nicht mehr unterhalten und vorhandene Steighilfen abgebaut, so dass sie teilweise kaum noch im Gelände erkennbar sind.

## Legende
Steiganlagen: Name bzw. Bezeichnung der Steiganlage.
Gebirgsteil: Das Elbsandsteingebirge ist ein grenzüberschreitendes Gebirge; die Sächsische Schweiz in Deutschland und die Böhmische Schweiz in Tschechien. In Klammern wird angegeben, ob sich die Stiege im Nationalpark Sächsische Schweiz bzw. im Nationalpark Böhmische Schweiz befindet.
Lage: Gemeinde/n, in de/r sich die Steiganlage befindet/-den (in der Böhmischen Schweiz der deutsche Name zusätzlich in Klammern) sowie Koordinaten.
Anmerkungen: Ergänzende Informationen zur Steiganlage (Verlauf, Geschichte, Angaben zu eventuellen Sperrungen).
Bild: Bild der Steiganlage.

## Liste der Steiganlagen
| Steiganlagen                                        | Gebirgsteil (Lage im NLP)                   | Lage (Gemeinde/n, Geo-Koordinaten) | Anmerkungen | Bild |
| --------------------------------------------------- | ------------------------------------------- | ---------------------------------- | --- | ---- |
| Annenlochstiege                                     | Sächsische Schweiz (NLP Sächsische Schweiz) | Hohnstein Lage                     | Aufstieg aus dem Polenztal auf den Ziegenrücken, 2010/11 abgebaut |      |
| Brandstufen                                         | Sächsische Schweiz (NLP Sächsische Schweiz) | Hohnstein Lage                     | Aufstieg aus dem Tal des Tiefen Grundbaches zur Brandaussicht, mit 863 Stufen auf 600 Metern Länge die längste Stufenreihung der Sächsischen Schweiz, Teil des Malerweges   |      |
| Stiege zur Dorfbachklamm                            | Sächsische Schweiz (NLP Sächsische Schweiz) | Bad Schandau Sebnitz               | Aufstieg aus dem Kirnitzschtal durch die Dorfbachklamm nach Altendorf, Teil des Malerweges                                                                                  |      |
| Drachenstiege                                       | Böhmische Schweiz (NLP Böhmische Schweiz)   | Doubice (Daubitz)                  | Aufstieg zur Käs & Brot Aussicht, Betretungsverbot |      |
| Stiege durch die Falkenschlucht                     | Sächsische Schweiz                          | Gohrisch                           | Aufstieg durch die Falkenschlucht auf den Gohrisch, einem 447,8 Meter hohen Tafelberg                                                                                       |      |
| Stiege zur Felsenburg Falkenštejn                   | Böhmische Schweiz                           | Jetřichovice (Dittersbach)         | Aufstieg zur Felsenburg Falkenštejn, 2017 umfassend ausgebaut |      |
| Gamrigsteig                                         | Sächsische Schweiz (NLP Sächsische Schweiz) | Rathen                             | Aufstieg auf den Gamrig |      |
| Goldschmidtsteig                                    | Sächsische Schweiz                          | Königstein                         | Abstieg vom Gipfelplateau des Pfaffensteins zur Goldschmidthöhle, liegt im Naturschutzgebiet und ist nicht markiert, weshalb die Stiege nicht begangen werden darf          |      |
| Heilige Stiege                                      | Sächsische Schweiz (NLP Sächsische Schweiz) | Bad Schandau                       | Aufstieg aus dem Heringsgrund auf die Affensteine, eine der ältesten Steiganlagen im Elbsandsteingebirge                                                                    |      |
| Stiege zum Hermannseck                              | Sächsische Schweiz (NLP Sächsische Schweiz) | Sebnitz                            | Aufstieg aus dem Kirnitzschtal zur Schlegelhütte auf dem Hermannseck, benannt nach dem Oberförster Hermann Schlegel, darf nur im Aufstieg begangen werden                   |      |
| Himmelsleiter                                       | Sächsische Schweiz (NLP Sächsische Schweiz) | Bad Schandau                       | Aufstieg zum Gipfelplateau der Burg Wildenstein, darf nur im Aufstieg begangen werden                                                                                       |      |
| Hocksteinstiege                                     | Sächsische Schweiz (NLP Sächsische Schweiz) | Hohnstein                          | Aufstieg aus dem Polenztal durch die Wolfsschlucht zur Burg auf dem Hockstein, Teil des Malerweges                                                                          |      |
| Häntzschelstiege                                    | Sächsische Schweiz (NLP Sächsische Schweiz) | Bad Schandau                       | Klettersteig vom Fuß des Bloßstocks in den Affensteinen bis zur Spitze des Langen Horns, darf nur im Aufstieg begangen werden                                               |      |
| Hühnerkropftreppe                                   | Sächsische Schweiz (NLP Sächsische Schweiz) | Sebnitz                            | Aufstieg von der Zollstraße oberhalb des Kirnitzschtals zum Finsterwäldchenweg                                                                                              |      |
| Jägersteig                                          | Sächsische Schweiz (NLP Sächsische Schweiz) | Bad Schandau                       | Aufstieg zu den Schrammsteinen, Teil des Malerweges |      |
| Kleine Domstiege                                    | Sächsische Schweiz (NLP Sächsische Schweiz) | Bad Schandau                       | Aufstieg aus dem Sandloch auf die Affensteine, Teil des Malerweges |      |
| Lehnsteig                                           | Sächsische Schweiz (NLP Sächsische Schweiz) | Bad Schandau                       | Aufstieg vom Wurzelweg zum Breiten Horn am Kleinen Winterberg |      |
| Stiege durch die Nasse Schlucht (Neuer Wildenstein) | Sächsische Schweiz (NLP Sächsische Schweiz) | Bad Schandau                       | Aufstieg zum Neuen Wildenstein, Teil des Malerweges |      |
| Stiege durch die Nasse Schlucht (Pfaffenstein)      | Sächsische Schweiz                          | Königstein                         | Aufstieg zum Pfaffenstein, bis 2015 gesperrt, seitdem als Kletterzustieg freigegeben                                                                                        |      |
| Nordabstieg (Lilienstein)                           | Sächsische Schweiz (NLP Sächsische Schweiz) | Bad Schandau                       | In der Regel zum Abstieg genutzte Steiganlage auf der Nordseite des Liliensteins                                                                                            |      |
| Ritterstiege                                        | Sächsische Schweiz (NLP Sächsische Schweiz) | Hohnstein                          | Aufstieg aus dem Bärengarten (Hohnstein) zum Ritterfelsen |      |
| Rotkehlchenstiege                                   | Sächsische Schweiz (NLP Sächsische Schweiz) | Bad Schandau                       | Aufstieg aus dem Falkoniergrund auf die Schrammsteine |      |
| Rübezahlstiege                                      | Sächsische Schweiz (NLP Sächsische Schweiz) | Bad Schandau                       | Klettersteig, Aufstieg aus den Schneeberger Löchern im Heringsgrund auf den Reitsteig unterhalb des Kleinen Winterbergs                                                     |      |
| Schwedenlöcher                                      | Sächsische Schweiz (NLP Sächsische Schweiz) | Hohnstein Lohmen (Sachsen)         | Aufstieg aus dem Amselgrund zur Bastei |      |
| Speisekammerstiege                                  | Sächsische Schweiz (NLP Sächsische Schweiz) | Hohnstein                          | Aufstieg aus dem Tal des Tiefen Grundbaches zur Brandstraße |      |
| Starke Stiege                                       | Sächsische Schweiz (NLP Sächsische Schweiz) | Bad Schandau                       | Aufstieg aus dem Rauschengrund auf die Schrammsteine |      |
| Südaufstieg (Lilienstein)                           | Sächsische Schweiz (NLP Sächsische Schweiz) | Bad Schandau                       | In der Regel zum Aufstieg genutzte Steiganlage auf der Südseite des Liliensteins                                                                                            |      |
| Waldhusche                                          | Sächsische Schweiz (NLP Sächsische Schweiz) | Sebnitz                            | Beispiel eines Bergpfades in der Waldhusche, einem 66 ha großen waldgeschichtlichen Freigelände                                                                             |      |
| Wilde Hölle                                         | Sächsische Schweiz (NLP Sächsische Schweiz) | Bad Schandau Lage                  | Steiganlage auf der Westseite der Affensteine |      |
| Wildschützensteig                                   | Sächsische Schweiz (NLP Sächsische Schweiz) | Bad Schandau                       | Aufstieg zu den Schrammsteinen, darf nur im Aufstieg begangen werden |      |
| Stiege auf den Winterstein                          | Sächsische Schweiz (NLP Sächsische Schweiz) | Bad Schandau                       | Aufstieg zum Hinteren Raubschloss auf dem Winterstein |      |
| Wirtsstiege                                         | Sächsische Schweiz                          | Königstein                         | Alte Kletterstiege auf der Ostwand des Pfaffensteins, durch fehlende Eisenklammern nicht mehr begehbar, Betretungsverbot                                                    |      |
| Wolfsfalle                                          | Sächsische Schweiz (NLP Sächsische Schweiz) | Bad Schandau                       | Alte, kaum noch begangene Steiganlage auf der Nordseite der Affensteine |      |
| Wolfsstiege                                         | Sächsische Schweiz (NLP Sächsische Schweiz) | Bad Schandau                       | Alte, kaum noch begangene Steiganlage auf der Nordseite der Affensteine, ehemalige Steighilfen wurden weitestgehend entfernt, wodurch das Besteigen sehr anspruchsvoll wird |      |
| Zirkelsteinstiege                                   | Sächsische Schweiz                          | Reinhardtsdorf-Schöna              | Steiganlage auf den Zirkelstein |      |
| Zurückesteig                                        | Sächsische Schweiz (NLP Sächsische Schweiz) | Bad Schandau                       | Steiganlage zwischen den Schrammsteinen und den Affensteinen |      |
| Zwergenstiege                                       | Böhmische Schweiz (NLP Böhmische Schweiz)   | Jetřichovice (Dittersbach)         | Ehemalige Stiege vom Jankenwaldweg ins Kirnitzschtal, 2016 abgebaut |      |
| Zwillingsstiege                                     | Sächsische Schweiz (NLP Sächsische Schweiz) | Bad Schandau                       | Klettersteig auf die Affensteine |      |